# La Terza Guerra Mondiale
«La Terza Guerra Mondiale» (укр. «Третя світова війна») — пісня італійського співака і кіноактора Адріано Челентано з альбому «Il re degli ignoranti» 1991 року.

## Історія
Пісня, створена у стилі поп-рок, стала шостим треком альбому Адріано Челентано «Il re degli ignoranti», випущеного 13 липня 1991 року. Її композитором став сам співак. Після залишилася забутою, надалі вона не включалася співаком до збірок, не існує фактів щодо потрапляння її до чартів й до неї не було знято відеокліпу. 

## Складова
«La Terza Guerra Mondiale» порушує тему любові (зокрема у рядках: «Так, ось так... я люблю тебе, Відчуваю у венах Тече, як річка, Твоя весна.»); тему Третьої світової війни (рядки: «В той час, як починається Третя світова війна», що й дало назву пісні); але найбільше пісня торкається соціальних проблем, зокрема, хабарництва чиновників (рядок «Заражені громадськими хабарями»), корупції у сфері будівництва й критикує сучасну забудову італійських міст: 
Поки що я бачу на воді озера Лекко
Людину з лопатою,
Яка починає копати
І ховати
всіх ненажер
Акціонерного будівельного товариства,
Які заради вигоди
Обдерли Італію,
Стерли з лиця землі Мілан
І ту гілку Лекко,
Зменшуючи його, як решето,
Від Палермо до Комо
Окрім цього у пісні присутня й еротична складова, зокрема у рядках: «Але в тебе така дивна манера Виляти своїм гарним задом.Куди йдеш... такою ходою...», які супроводжувалися звуком жіночих кроків на підборах, через що Челентано під час виконання наживо «La Terza Guerra Mondiale» проходжував з жінками по сцені, в такт музиці. Такий номер він виконував на телепередачі «Notte Rock» з американською моделлю Енджі Евергарт й під час свого європейського турне 1994 року. Це були єдині живі випадки виконання співаком пісні наживо. А також еротичних стогонів жінки, через що багато критиків називали «La terza guerra mondiale» «екологічно чистим порно». Елемент еротики присутній і на обкладинці синглу з піснею, де зображена гола жінка. Окрім цього у пісні, де головним інструментом є акустична гітара, присутні безліч інших звукових спецефектів, зокрема шуму потягу.

## Телебачення
«La Terza Guerra Mondiale» виконувалася Челентано у двогодинному спецвипуску телепередачі «Notte Rock» («Нічний рок»), що транслювалася ввечері 5 листопада 1991 року на каналі Rai 1. Співак виступив на передачі, щоб прорекламувати альбом «Il re degli ignoranti», окрім «La terza guerra mondiale», він виконав ще такі пісні альбому: «Fuoco», «Letto Di Foglie», «Il re degli ignoranti», «L'Uomo Di Bagdad, Il Cow Boy E Lo Zar» (всього він виконав 11 пісень). Крім виконання пісень, на передачі Челентано презентував свою другу автобіографічну однойменну книгу «Король невігласів» (обкладинки альбому та книги мали однакове оформлення), відповідав на питання журналіста Енцо Б'яджі і міланських студентів щодо своїх поглядів та творчості й показав відеокліпи до пісень «Fuoco» і «Il re degli ignoranti».

## Сингл
«La Terza Guerra Mondiale» випускалася як сингл у 1991 році в Італії, під лейблом «Clan Celentano». Пісня випускалася як наодинці на CD, так і разом з композицією «Letto Di Foglie» (сторона «Б»), так і на 7-дюймовій LP-платівці.

### Трек-лист
Італійський CD промо-сингл
1. «La Terza Guerra Mondiale» — 4:33

Італійський 7-дюймовий LP сингл
1. «La Terza Guerra Mondiale» — 4:31
2. «Letto Di Foglie» — 4:00

### Видання
| Назва                                         | Лейбл          | Маркування     | Країна | Рік  |
| --------------------------------------------- | -------------- | -------------- | ------ | ---- |
| La Terza Guerra Mondiale/Letto Di Foglie (7") | Clan Celentano | YD 767         | Італія | 1991 |
| La Terza Guerra Mondiale (CD)                 | Clan Celentano | 9031 74809 — 2 | Італія | 1991 |

## Учасники запису
- Вокал — Адріано Челентано
- Аранжування — Адріано Челентано, Давід Романі, Енріко Ла Фальче, Лука Черсосімо
- Продюсер — Адріано Челентано
- Бек-вокал — Ангела Парізі, Бессі Борі, Вівіана Корр'єрі